# آرامگاه بی‌بی شهربانو

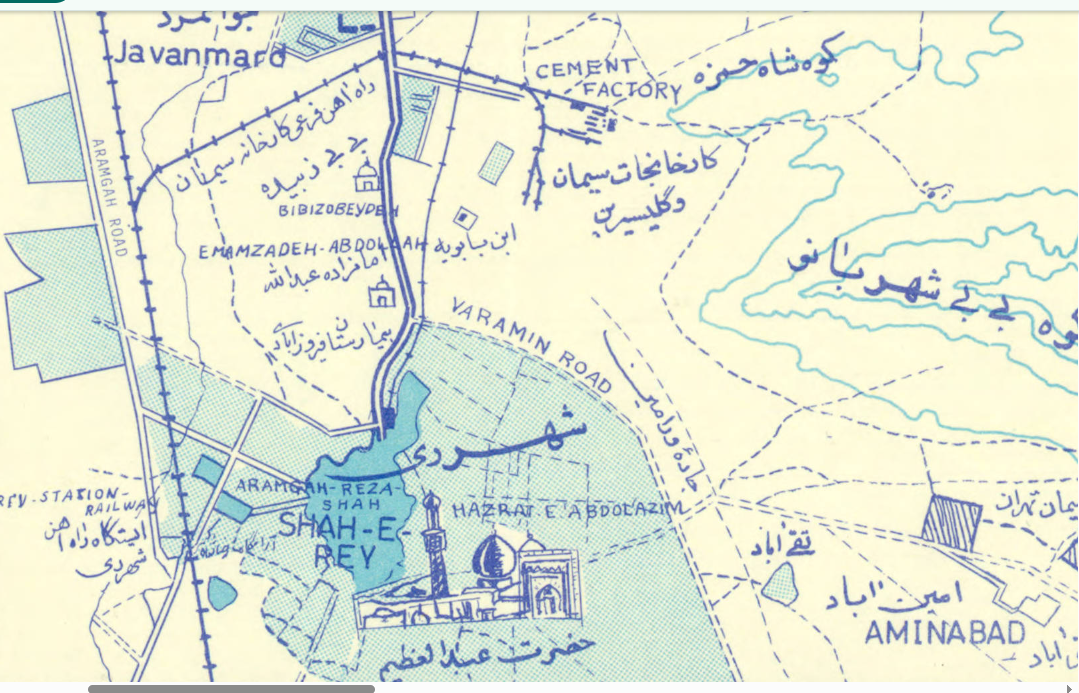
کوه بی‌بی شهربانو (راست) در نقشه شهر ری و حومه در سال ۱۳۴۶ خورشیدی

بی‌بی شَهربانو نام آرامگاهی است در شهر ری. طبق کتیبه موجود در آن و باور مردم مقبره شهربانو همسر امام سوم شیعیان حسین بن علی و مادر امام چهارم شیعیان سجاد است.
به عقیده برخی از کارشناسان به دلایلی همچون قرارگرفتن زیارتگاه بر فراز کوه، نزدیکی به چشمه، ویژگی‌های معماری سنگی، اختصاص زیارت آن به زنان در برخی دوره‌ها، کاربرد واژه بانو و شهربانو برای ایزدبانوی آناهید و تشابه افسانه بی‌بی شهربانو با داستان زیارتگاه زرتشتی «بانوی پارس» در یزد، این بنا در اصل از نیایشگاه‌های آناهید، الهه آب‌ها و باروری و از پرستشگاه‌های زرتشتیان پیش از اسلام بوده است.
مری بویس استاد دانشگاه و پژوهشگر آیین زرتشتی که تمام عمرش را به پژوهش در رابطه با ایران باستان و آیین آن صرف کرده است در مقاله خود «بی‌بی‌شهربانو و بانو پارس» مقبره بی‌بی‌شهربانو شهر ری را به آناهید زرتشتیان قبل از اسلام نسب داده است. مری بویس معتقد است داستان فرار شهربانو از کربلا افسانه ای بیش نیست و به دلیل زمینه‌های دینی ایرانیان جذب مقبره شهربانو شده است.

## تاریخچه بقعه
هسته اصلی بنای مزبور را در دوران ساسانی ساخته‌اند. از دیدگاه معماری قسمت گوشه جنوب شرقی آن که مشتمل بر بنای چهار گوش منظم و استوار سنگی با پوشش ضربی سنگ و آجری می‌باشد و از عهد آل بویه و حرم و اتاق طویل جنوبی آن از دوران ساسانی و دیوارهای خارجی صحن هم‌زمان با بنای سنگی عهد آل بویه و عصر سلجوقیان می‌باشد. در سده‌های بعدی به وسیله احداث رواق و دیوارها و اتاق‌های مختلف و راهرو و… محوطه اصلی را به دو صحن تقسیم و به صورت کنونی درآورده‌اند. گنبد بقعه از عهد دیالمه است.
صندوق منبت روی قبر، حدیث‌های پیامبر اسلام و لقب‌های شهربانو را دربرداشته و تاریخ ۸۸۸ هجری قمری و نام بانی و سازندگان آن ذکر شده است.
در منبت زیبایی از دوران شاه طهماسب در جنوب شرقی حرم که مدخل اصلی و قدیمی آن است قرار دارد.
در این بقعه آثار تاریخی دیگری نیز وجود دارد.

## مشخصات
این مجموعه محوطه‌ای است مستطیل شکل (شمالی-جنوبی)، به طول ۳۳متر و عرض ۲۲ متر که با دیواری سنگی متعلق به سدهٔ چهارم (بوییان و سلجوقی) محصور گردیده و از شمال به کوهستان محدود می‌شود. در بخش جنوبی آن چند بنای محکم سنگی با پوشش گنبدی از سنگ و آجر وجود دارد. محوطه اصلی با احداث دیوارهای جدید، رواق‌ها، اتاق‌ها، راهرو و غیره در دوره‌های گوناگون به دو قسمت (صحن) تقسیم شده است.
بنای اصلی بقعه از سنگ و گچ ساخته شده و تاق‌های آن آجری است. از سبک و وضع بنا برمی آید که هسته اصلی آن در دوره ساسانی ساخته شده باشد و در سدهٔ چهارم (عهد آل بویه) از آن برای آرامگاه استفاده شده و قسمت‌هایی به آن افزوده‌اند. این بقعه مشتمل بر حرم کوچک چهارگوشی است با ابعادی در حدود ۲۵ر۳متر. مدخل اصلی حرم رو به مشرق و دارای سردری است متعلق به روزگار صفوی، اما گنبد کاشی‌کاری و برخی گچ‌بری‌ها و تزیینات آن از آثار دوره قاجار است.
جلو سر در، دهلیزی قرار دارد که در گذشته به صورت ایوانی بوده و بخشی از حیاط اندرون بقعه به‌شمار می‌آمده است. در جنوب همین دهلیز بنای مربع سنگی استواری با ابعاد ۸ر۵ متر و پوشش ضربی متعلق به قرن چهارم وجود دارد. در جنوب حرم نیز اتاق طویل مسدودی در جهت شرقی-غربی قرار دارد که احتمال داده‌اند متعلق به دوره ساسانی باشد. این اتاق از مشرق به بنای مربع سنگی مذکور منتهی می‌گردد و معلوم می‌شود که در آغاز، راه ورود به بنای سنگی بوده است. در شمال حرم، مسجد یا رواقی از دوره قاجاریه وجود دارد. صحن بزرگتر بقعه که حیاط بیرونی آن محسوب می‌شود در شمال همین مسجد قرار دارد. در شمال صحن اتاقی برای اقامت میهمانان متولی یا زوّار دیگر احداث شده است.
پایین پله‌های بقعه بی بی شهربانو و در سمت راست غاری به چشم می‌خورد که مدخل تنگ و باریکی دارد. داخل غار نیز برای نذر شمع روشن می‌کنند. در قسمتی از این هم غار پنجره‌ای مشبک قرار دارد که می‌گویند دختران جوان برای گشوده شدن بختشان بر روی آن دخیل می‌بندند.